# Im Zeichen der Vier
Im Zeichen der Vier (Originaltitel: The Sign of Four) ist ein britischer Kriminalfilm aus dem Jahr 1983, der auf dem Roman Das Zeichen der Vier von Sir Arthur Conan Doyle basiert. Die Protagonisten Sherlock Holmes und Dr. John Watson werden von Ian Richardson und David Healy verkörpert.

## Handlung
Nachdem er eine mysteriöse Nachricht erhalten hat, bricht Major John Sholto zusammen. Er eröffnet seinen Söhnen, dass er einen ehemaligen Kameraden Captain Morstan um einen Schatz betrogen hat und fordert sie auf, dessen Tochter zu finden und zu entschädigen.
Wenige Tage nach Sholtos Tod wendet sich Miss Mary Morstan an Sherlock Holmes, da sie einen Diamanten und die Einladung zu einer Zusammenkunft erhalten hat und damit nichts anzufangen weiß. Holmes identifiziert den Diamanten als den lange verschwundenen Großmogul und begleitet Miss Morstan zusammen mit Watson zu dem Treffen. Es stellt sich heraus, dass Thaddeus Sholto den Diamanten als wertvollstes Stück des Schatzes an Miss Morstan geschickt hat, um seinen Bruder Bartholomew zur Teilung des Schatzes zu zwingen. Dieser wird jedoch währenddessen von dem einbeinigen Jonathan Small und dessen kleinwüchsigem Helfer Tonga mit einem vergifteten Blasrohrpfeil getötet.
Während sich Inspector Layton schnell auf Thaddeus als Täter festlegt und ihn verhaftet, versucht Holmes den Einbeinigen und seinen Kumpan zu finden. Nachdem die beiden auf der Suche nach dem Großmogul-Diamanten auch den mittlerweile wieder freigelassenen Thaddeus Sholto getötet haben und Holmes Miss Morstan nur knapp retten kann, findet er die Mörder schließlich auf einem Rummelplatz. Zwar kann er sie nicht fassen, doch mithilfe von Gassenjungen, die er als Späher einsetzt, kann Holmes das Fluchtboot der Flüchtigen aufspüren. Bei der finalen Verfolgungsjagd auf der Themse wird Tonga von Watson erschossen, als er Holmes angreift und Small erzählt die Geschichte des Schatzes. Inspector Layton beschlagnahmt den Schatz als Eigentum der britischen Krone – weiß jedoch nichts von dem Großmogul-Diamanten, den Holmes nun Miss Morstan übergibt.

## Hintergrund
Die Handlung lehnt sich an den zweiten Sherlock-Holmes-Roman Das Zeichen der Vier an. Der Filmproduzent Sy Weintraub plante 1982, eine 6-teilige Kleinserie in Anlehnung an diverse Sherlock-Holmes-Geschichten zu produzieren. Tatsächlich gedreht wurden 1983 jedoch nur Im Zeichen der Vier und Der Hund von Baskerville. Es stellte sich heraus, dass Granada Television im Begriff war, die Serie Sherlock Holmes mit Jeremy Brett als Sherlock Holmes zu produzieren. Weintraub verklagte Granada Television, einigte sich jedoch nach einem langen Rechtsstreit außergerichtlich und stellte nur die bereits gedrehten Filme fertig.
In Deutschland erschien der Film erstmals 2009 auf DVD.

## Rezeption
Das Lexikon des internationalen Films urteilt:

„In der Ausstattung detailreiche, überwiegend vom Lokal- und Zeitkolorit lebende Conan-Doyle-Adaption, die aus der reizvollen Konfrontation des scharfsinnigen, zweckrationalen Meisterdetektivs mit geheimnisvollem indischem Zauber wenig Kapital schlägt.“

## Auszeichnungen
Auf dem Mystfest 1983 gewann Desmond Davis den Preis als bester Regisseur, während der Film selbst in der Kategorie „Bester Film“ nominiert wurde. 1985 wurde er auf dem Filmfestival Fantasporto für die Kategorie „Bester Film“ nominiert, verlor jedoch gegen Die Zeit der Wölfe.

## Trivia
- David Healy stand für den Dreh des zweiten Filmes, Der Hund von Baskerville, nicht zur Verfügung, da er gleichzeitig in dem Musical Guys and Dolls mitspielte und wurde daher durch Donald Churchill ersetzt.[6]
- Thorley Walters, der Darsteller des Major John Sholto, hatte vor diesem Film bereits mehrfach in anderen Sherlock-Holmes-Filmen die Rolle des Dr. Watson übernommen, so etwa 1962 in Sherlock Holmes und das Halsband des Todes.